# Преображенка (Новосибирская область)
Преображе́нка — село в Искитимском районе Новосибирской области. Административный центр Преображенского сельсовета.

## География
Площадь села — 40 гектар.

## Население
| 2002 | 2007 | 2010 |
| ---- | ---- | ---- |
| 691  | ↗745 | ↘585 |

## Инфраструктура
В селе по данным на 2007 год функционируют 1 учреждение здравоохранения и 2 учреждения образования.